# Alfred Beschorner
Hermann Moritz Alfred Beschorner (* 12. Februar 1880 in Dresden; † 15. Oktober 1950 in Jocketa) war ein deutscher Jurist, Amtshauptmann und Landrat.

## Leben und Wirken
Er war der Sohn des Referendars und späteren Landgerichtsrates Erwin Hermann Beschorner (1849–1904) in Chemnitz und dessen Ehefrau Marie Therese, geborene Vollsack. Nach dem Schulbesuch und dem Studium der Rechtswissenschaften legte er am 12. Juli 1907 die große Staatsprüfung ab. Danach war er als Regierungsrat im öffentlichen Dienst tätig. Beschorner wurde als Oberleutnant der Reserve im Ersten Weltkrieg reaktiviert und diente im Infanterie-Regiment Nr. 134. Im März 1915 erfolgte seine Beförderung zum Hauptmann.
Am 1. Juli 1919 wurde er als Amtshauptmann in der Amtshauptmannschaft Plauen im sächsischen Vogtland eingesetzt. Als die Amtshauptmannschaft am 1. Januar 1939 in Landkreis Plauen umbenannt wurde, wurde Beschorner Landrat. Nach seinem 25-jährigen Amtsjubiläum wurde er am 26. Oktober 1944 in den Ruhestand versetzt. Im November 1944 übergab er die Amtsgeschäfte an seinen Nachfolger Fritz Baeßler.